# Ariszteidész (festő)
Ariszteidész (Kr. e. 4. század második fele) görög festő.
Thébai festő, Nikomakhosz (feltehetően a festő Nikomakhosz) volt az apja. Kortársai voltak a szintén neves festők, Apellész és Philoxénosz. Alkotásai nem maradtak fenn, de leírások alapján tudjuk, hogy érzékletesen tudta ábrázolni az emberi érzelmeket és indulatokat. Ezt bizonyítja néhány műveinek a címe is: Haldokló sebesült anya csecsemőjével, Beteg férfi, Gyermeket lantjátékra tanító öreg. Ariszteidész néven a Kr. e. 4. század elején is működött egy szintén thébai festő, akiknek az alakját a hagyomány sokáig egybemosta.